# Sahuarita
Sahuarita is een plaats (town) in de Amerikaanse staat Arizona, en valt bestuurlijk gezien onder Pima County.

## Demografie
Bij de volkstelling in 2000 werd het aantal inwoners vastgesteld op 3242.
In 2006 is het aantal inwoners door het United States Census Bureau geschat op 13.027, een stijging van 9785 (301,8%).

## Geografie
Volgens het United States Census Bureau beslaat de plaats een oppervlakte van
39,4 km², geheel bestaande uit land. Sahuarita ligt op ongeveer 836 m boven zeeniveau.

## Plaatsen in de nabije omgeving
De onderstaande figuur toont nabijgelegen plaatsen in een straal van 32 km rond Sahuarita.